# Apokalypsa (film, 2006)
Apokalypsa (v anglickém originále Southland Tales) je americký dystopický komediální filmový thriller z roku 2006, který napsal a natočil režisér Richard Kelly. Vznikl v koprodukci s francouzskými a německými společnostmi. V hlavních rolích se představili Dwayne Johnson, Seann William Scott, Sarah Michelle Gellar, Mandy Moore a Justin Timberlake. Snímek pojednává o propojených osudech několika různých lidí v Los Angeles, kteří v dystopické společnosti se sci-fi prvky mají spojitost s možným koncem světa.

## Příběh
Na Den nezávislosti 4. července 2005 zničil v alternativní historii Spojených států amerických dvě města v Texasu, El Paso a Abilene, dvojitý teroristický útok jadernými zbraněmi. Zabil statisíce lidí a vyvolal katastrofu obřích rozměrů, která uvrhla USA do stavu chaosu a hysterie a vyvolala třetí světovou válku, která byla odůvodněna válkou proti terorismu. Zákon PATRIOT Act udělil rozšířené pravomoci nové vládní agentuře USIDent, která neustále sleduje občany, cenzuruje internet a vyžaduje otisky prstů pro přístup k počítačům a bankovním účtům. V reakci na nedostatek pohonných hmot v důsledku globální války navrhla německá společnost Treer generátor nevyčerpatelné energie zvané Fluid Karma, který je poháněn neustálým pohybem oceánských proudů. Jeho vynálezce baron von Westphalen a jeho spolupracovníci však tají, že generátory mění oceánské proudy a způsobují zpomalování rotace Země a že přenos Fluid Karmy do přenosných přijímačů prostřednictvím kvantového provázání vytváří díry ve struktuře prostoru a času.
V roce 2008 je Los Angeles (místními je spolu s okolím označované jako Southland) dystopickým městem na pokraji chaosu, které čelí i růstu podzemního neomarxistického odbojového hnutí, zatímco republikáni chtějí ovládnout chystané prezidentské volby. Dne 27. června byl unesen Boxer Santaros, herec z akčních filmů s vazbami na nejvyšší politické kruhy, který se však zanedlouho neznámo jak vrátil, avšak po záhadném únosu trpí amnézií. Film sleduje propletené osudy Boxera Santarose, jasnovidecké bývalé pornoherečky Krysty Now, jež právě vytváří vlastní televizní reality show a s Boxerem píše scénář filmu, který předpovídá budoucnost a konec světa, a bratrů-dvojčat Rolanda a Ronalda Tavernerových, jejichž osudy se prolínají s osudy celého lidstva, kulminující na Den nezávislosti 4. července 2008.

## Obsazení
- Dwayne Johnson (český dabing: Lukáš Hlavica) jako Boxer Santaros / Jericho Cane
- Seann William Scott (český dabing: Tomáš Borůvka) jako voják Roland Taverner a jako policista Ronald Taverner
- Sarah Michelle Gellar (český dabing: Tereza Chudobová) jako Krysta Lynn Kapowski / Krysta Now
- Curtis Armstrong (český dabing: ?) jako doktor Soberin Exx
- Joe Campana (český dabing: ?) jako Brandt Huntington
- Nora Dunn (český dabing: Radana Herrmannová) jako Cyndi Pinziki
- Michele Durrett (český dabing: ?) jako Starla von Luftová
- Beth Grant (český dabing: Hana Talpová) jako doktorka Inga von Westphalen
- Wood Harris (český dabing: Pavel Vondra) jako Dion Element
- Christopher Lambert (český dabing: Otakar Brousek mladší) jako Walter Mung
- John Larroquette (český dabing: Petr Oliva) jako Vaughn Smallhouse
- Bai Ling (český dabing: Jitka Moučková) jako Serpentine
- Jon Lovitz (český dabing: Stanislav Lehký) jako policista Bart Bookman
- Mandy Moore (český dabing: Nikola Votočková) jako Madeline Frostová
- Holmes Osborne (český dabing: Bohuslav Kalva) jako senátor Bobby Frost
- Cheri Oteri (český dabing: Zuzana Skalická) jako Zora Carmichaelsová
- Amy Poehler (český dabing: Jolana Smyčková) jako Veronica
- Lou Taylor Pucci (český dabing: Jan Kalous) jako Martin Kefauver
- Miranda Richardson (český dabing: Dagmar Čárová) jako Nana Mae Frostová
- Jill Ritchie (český dabing: ?) jako Shoshana Cox
- Zelda Rubinstein (český dabing: ?) jako doktorka Katarina Kuntzlerová
- Will Sasso (český dabing: Libor Terš) jako Fortunio Balducci
- Wallace Shawn (český dabing: Jiří Knot) jako baron von Westphalen
- Sab Shimono (český dabing: ?) jako Hideo Takehaši
- Kevin Smith (český dabing: Pavel Vondra) jako Simon Theory
- Justin Timberlake (český dabing: Radek Hoppe) jako voják Pilot Abilene
- Lisa K. Wyatt (český dabing: ?) jako Teri Rileyová

## Produkce
Po premiéře svého debutu Donnie Darko na festivalu v Sundance v roce 2001 načrtl Richard Kelly několik komediálně laděných scénářů. Jedním z nich byla i původní verze scénáře k Apokalypse, kterou dokončil krátce před teroristickými útoky z 11. září 2001. Měl to být snímek o „vydírání a pornohvězdě a dvou policistech“ a měl si více „dělat legraci z Hollywoodu“. Po útocích ale scénář značně přepracoval a zakomponoval do něj vážnější témata, která se po roce 2001 stala aktuálními: válku, terorismus, bezpečnost a občanská práva a svobody, a satirický pohled na ně. Pro krachu natáčení filmu Proroctví v roce 2003, který měl Kelly točit podle vlastních úprav scénáře, se jeho pozornost upnula právě na Apokalypsu. Do ní tehdy přidal sci-fi prvky ve stylu Philipa K. Dicka. Přípravy na vznik filmu, Kellym tehdy označovaný za „komediálně-muzikální thriller“, byly zahájeny počátkem roku 2004. V březnu 2004 probíhala jednání s oslovenými herci a podle tehdejšího plánu se mělo začít natáčet v červenci toho roku, k čemuž ale nedošlo. V říjnu 2004 potvrdila Sarah Michelle Gellar, že bude ve filmu hrát, v dubnu 2005 se k projektu připojil Dwayne Johnson, který tak v ústředních rolích doplnil Gellar a Seana Williama Scotta, jenž byl do Kellyho projektu zapojen už jako první. Do filmu byli také obsazeni někteří komici z pořadu Saturday Night Live (Jon Lovitz, Nora Dunn, Amy Pohler, Cheri Oteri) nebo Kellyho kamarád Kevin Smith. Snímek byl produkován společnostmi Darko Entertainment a Cherry Road Films, finančně se na něm dále podílely firmy Universal Pictures International, Inferno Distribution a Wild Bunch.
Natáčení filmu s rozpočtem 18 milionů dolarů začalo 15. srpna 2005 a trvalo 29 dní. Štáb natáčel na různých lokací v Los Angeles, včetně pláže Venice Beach a jejího blízkého okolí ve čtvrti Venice. Všechny záběry s Justinem Timberlakem byly natočeny během jednoho dne, kdy Timberlake také účinkoval ve videoklipové sekvenci k písni „All These Things That I've Done“, která byla součástí příběhu. Scéna zpráv stanice KTLA byla natáčena jindy, sám Kelly se svým bratrancem navíc strávil velkou část předchozích 12 měsíců pořizováním záběrů pro různé obrazovky ve filmu. V květnu 2005 rovněž natočil v texaském Abilene úvodní scénu z oslav Dne nezávislosti.
Hudbu k filmu složil Moby, Sám Richard Kelly ve spolupráci s Gerardem Bauerem a Colinem Kellym napsal píseň „Teen Horniness Is Not a Crime“, kterou ve snímku zpívá Sarah Michelle Gellar v roli Krysty Now. Ve skladbě také účinkují Abbey McBride a ClarKent.
V dubnu 2005 Kelly plánoval, že film bude společně s oficiální webovou stránkou filmu součástí devítidílného interaktivního projektu. Prvních šest dílů (tzv. prequelová sága) mělo vyjít v měsíčním intervalu v podobě komiksových grafických románů, samotný film pak měl tvořit tři závěrečné kapitoly příběhu. Scénáře komiksů napsal sám Kelly, nakreslil je Brett Weldele, nakonec ale byl jejich rozsah zredukován na tři díly, které pod názvy Part One: Two Roads Diverge, Part Two: Fingerprints a Part Three: The Mechanicals vyšly ve druhé polovině roku 2006 ve vydavatelství Graphitti Designs. Samotný film je rozdělen do tří částí s názvy Part Four: Temptation Waits, Part Five: Memory Gospel a Part Six: Wave of Mutilation.
Kelly poslal na Filmový festival v Cannes 2006 verzi filmu, která byla pouze hrubým střihem a bez dokončených vizuálních efektů. Po negativním ohlasu, kterému se tam filmu dostalo, Kelly snímek do roku 2007 přestříhal, změnil pořadí scén (s čímž souviselo nahrání nového vyprávění ve formě voiceoveru Justina Timberlakea), doplnil nové efekty a film oproti verzi z Cannes (která měla 160 minut) zkrátil asi o 20–25 minut.

### České znění
České znění filmu vyrobila pro Magic Box společnost LS Productions v roce 2008. V překladu Ivana Hanuše ho režírovala Alice Hurychová.

## Vydání
Richard Kelly poslal organizátorům Filmového festivalu v Cannes 2006 nedokončenou verzi filmu na DVD, i když nepředpokládal, že tím zaujme. Apokalypsa však přesto byla vybrána do hlavní soutěže o Zlatou palmu. Snímek měl festivalovou premiéru 21. května 2008 v sále Grand Théâtre Lumière v Palais des festivals et des congrès. Film nebyl do té doby zakoupen žádným distributorem, nicméně po festivalu pořídilo americká distribuční práva k němu studio Sony Pictures (respektive jeho divize Sony Pictures Worldwide Acquisitions Group), které o rok později do distribuce zapojilo i společnosti Samuel Goldwyn Films a Destination Films. Práva k mezinárodní distribuci měly společnosti Universal Pictures, Wild Bunch a Inferno Distribution. Upravená verze snímku byla poprvé uvedena na festivalu Fantastic Fest v Austinu 22. září 2007, posléze byla promítnuta i na některých dalších festivalech. Do amerických kin byl snímek uveden 14. listopadu 2007, šlo však o velmi omezenou distribuci. Také v zahraničí byl film v kinech ojediněle, v prosinci 2007 jej mohli diváci zhlédnout ve Spojeném království a v Irsku, v dubnu 2008 v Turecku a na Novém Zélandu a v květnu 2009 v Řecku.
V březnu 2008 vyšel film v kinoverzi na DVD a v listopadu 2008 na BD. V BD edici z roku 2021 byl kromě kinoverze také poprvé obsažen sestřih z Cannes. Lokalizovaná verze na DVD byla v Česku vydána v září 2008.

## Přijetí

### Tržby
Film měl pouze velmi omezenou kinodistribuci. V Severní Americe, kde byl promítán v 63 kinech, utržil snímek 275 tisíc dolarů, v ostatních zemích dalších 99 tisíc dolarů. Celosvětové tržby tak dosáhly 375 tisíc dolarů. Během úvodního víkendu utržil v Severní Americe 117 tisíc dolarů.

### Filmová kritika
Ohlasy kritiků na festivalu v Cannes byly převážně negativní. Roger Ebert označil tamní promítání snímku za „největší katastrofu […] od filmu The Brown Bunny“ a Andrew O'Hehir ze serveru Salon.com se o Apokalypse zmínil jako o „největším a nejošklivějším chaosu, jaký […] kdy viděl“. Pouze některé reakce byly pozitivnější, například J. Hoberman (The Village Voice) snímek označil za „vizionářský film o konci času“ srovnatelný s Lynchovým Mulholland Drive.
Server Rotten Tomatoes udělil snímku známku 4,9/10, a to na základě vyhodnocení 106 recenzí (z toho 43 jich bylo spokojených, tj. 41 %). V konsenzuální kritice uvádí, že Apokalypsa sice „nabízí velmi zajímavou vizi budoucnosti“, avšak je „frustrujícím způsobem nesoudržná a nedotažená“. Od serveru Metacritic získal film, podle 26 recenzí, celkem 44 ze 100 bodů.